# Casa de Corea
La Casa de Corea(Hangul:한국의 집, Hanja:韓國之家, Korea House) es un sitio de hacer experiencia de la gastronomía coreana o de experimentar la cultura coreana tradicional. Se ha controlado por la fundación de Protección de los Bienes Culturales. 

## Historia
El lugar de la casa de Corea fue la residencia de gran estudioso, Park Paeng-nyun que realizó su academia en la institución real durante Joseon en el siglo XV. 
En 1980, Shin Eung-soo, el poseedor de las importantes propiedades sobre la arquitectura coreana, construyó la casa de Corea en imitación de Gyeongbokgung y se abrió oficialmente en 1981.
- Datos: Q6615779
- Multimedia: The Korea House / Q6615779